# الأرشيف السري للدولة البروسية

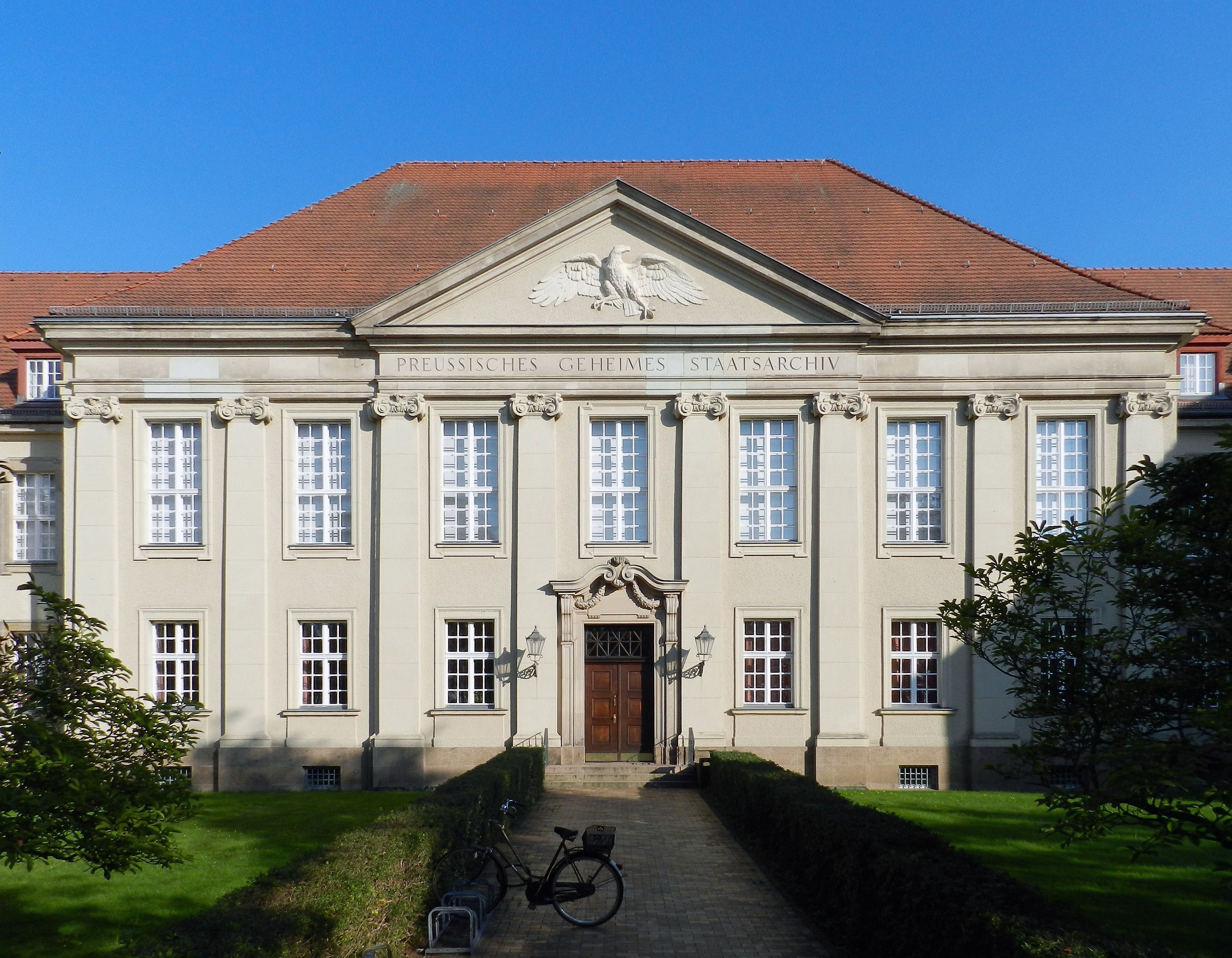
المدخل الرئيسي لأرشيفات الدولة السرية لمؤسسة التراث الثقافي البروسي

الأرشيف السري للدولة – التراث الثقافي البروسي (بالألمانية: Geheimes Staatsarchiv Preußischer Kulturbesitz) هو واحد من أكبر خزائن الوثائق في ألمانيا، يقع في برلين، ويحتفظ بسجلات تغطي تاريخ بروسيا وبراندنبورغ وبيت هوهنتسولرن والجيش البروسي عبر أكثر من تسعة قرون بين كونيغسبرغ وكليفه.

## المبنى
بدأ في قصر برلين، ثم انتقل إلى مبنى جديد في داهلم ببرلين بُني بين 1914 و1924 وفق تصميم إدوارد فويرستناو، ورُمّم عام 1999.

## التاريخ
- 1282 – أول ذكر لمجموعة أوراق رسمية تحت رعاية براندنبورغ.
- 1468 – تنظيم رسمي للمحفوظات.
- 1598 – تعيين إيراسموس لانغنهاين لترتيب الوثائق والسجلات.
- القرن 17 – أصبحت الأرشيفات خاصة بالملك الأول لبروسيا.
- 1803 – توسعت لتضم وثائق الحكومة والقضاء والإدارات الإقليمية.
- 1901 – وضعت معايير دقيقة لحفظ الوثائق أثرت في مهنة الأرشفة عالميًا.[3]

## الحرب العالمية الثانية
نُقلت الوثائق إلى مناجم مهجورة في شتاسفورت وشونيبيك لحمايتها من القصف. بعد الحرب، انتقلت الأجزاء التي بقيت في المنطقة السوفيتية إلى ميرسيبورغ، بينما أصبح مبنى داهلم مقراً لأرشيف حكومة برلين الغربية. بعد إعادة التوحيد الألماني، عادت المجموعات الموزعة إلى برلين، وأُعيد توحيد السجل التاريخي.

## المقتنيات
يحتوي على نحو 35,000 متر طولي من الأرشيفات، و185,000 فصل، و200 دورية، منها:
- أوراق الحكومات المتعاقبة لبراندنبورغ-بروسيا.
- محاضر المحاكم العليا والوزارات البروسية.
- سجلات بيت هوهنتسولرن والرايخ الألماني.
- أرشيفات الجيش البروسي حتى 1867.
- خرائط ووثائق التعدين والصناعة.

## قراءة إضافية
- Herbert L. Osgood (1893)، "The Prussian Archives"، Political Science Quarterly، ج. 8، ص. 495–525، DOI:10.2307/2139830، JSTOR:2139830

## روابط خارجية
- أرشيفات الدولة البروسية الخاصة، باللغة الألمانية

52°27′40.55″N 13°17′33.47″E / 52.4612639°N 13.2926306°E